# Norman Herz
Norman Herz (* 12. April 1923 in New York City; † 28. Mai 2013 in Athens (Georgia)) war ein US-amerikanischer Geologe und Experte für archäologische Geologie.
Herz studierte am City College of New York Geologie mit dem Bachelor-Abschluss 1943, diente danach bis 1946 in der US Air Force und setzte dann sein Studium fort. 1950 wurde er an der Johns Hopkins University in Geologie promoviert. 1950/51 war er Instructor an der Wesleyan University  und beim Connecticut Geological Survey. 1951/52 war er als Fulbright Scholar in Griechenland und danach beim US Geological Survey, davon 1956 bis 1962 in deren Zweigstelle in Brasilien. Ab 1970 war er Professor an der University of Georgia in Athens. Er gründete dort das Center for Archaeological Science, dessen Direktor er 1984 bis 1994 war. 
Herz befasste sich zunächst mit Wirtschaftsgeologie, wandte sich dann aber der archäologischen Geologie zu. Insbesondere verfolgte er die Herkunft von Marmor in antiken Bauten und Skulpturen mit Geochemie stabiler Isotope und Spurenelement-Geochemie und mit Petrologie. Das ermöglichte teilweise sogar die Steinbrüche zu bestimmen, aus der der Marmor stammte. Er arbeitete auch als Experte bei Fragen von Fälschungen.
Er war Gastprofessor an der American School of Classical Studies in Griechenland, an der rumänischen und bulgarischen Akademie der Wissenschaften, an der Universität Orleans, der Universität Sao Paulo und der George Washington University. Er ist auswärtiges Mitglied der Brasilianischen Akademie der Wissenschaften.

## Schriften (Auswahl)
- mit Ervan G. Garrison: Geological Methods for Archaeology, Oxford UP 1997
- Herausgeber mit Marc Waelkens: Classical Marble: Geochemistry, Technology and Trade, NATO Advanced Research Workshop on Marble in Ancient Greece and Rome: Geology, Quarries, Commerce, Artifacts, Il Ciocco, Lucca, Italy, May 9–13, 1988, Kluwer, 1988

| Personendaten    | Personendaten             |
| ---------------- | ------------------------- |
| NAME             | Herz, Norman              |
| KURZBESCHREIBUNG | US-amerikanischer Geologe |
| GEBURTSDATUM     | 12. April 1923            |
| GEBURTSORT       | New York City             |
| STERBEDATUM      | 28. Mai 2013              |
| STERBEORT        | Athens (Georgia)          |